# Centromochlus megalops
Centromochlus megalops és una espècie de peix de la família dels auqueniptèrids i de l'ordre dels siluriformes.

## Distribució geogràfica
Es troba a Sud-amèrica.